# Lortån (naturreservat)
Lortån är ett naturreservat i Gagnefs kommun i Dalarnas län.
Området är naturskyddat sedan 1998 och är 49 hektar stort. Reservatet omfattar en sträcka av ån i dess över lopp nära Bästen och Gästgivarbodarna och till ån omgivande granskog.